# Alibaba.com
Alibaba.com is een online handelsplatform voor bedrijven. Het ging van start in 1999 en is eigendom van de Alibaba Group.

## Beschrijving
Alibaba.com is een Chinese website gevestigd in Hangzhou. Het heeft in 2020 jaarlijks ruim 779 miljoen gebruikers uit meer dan 240 landen. Het handelsplatform wordt vooral gebruikt door kleine en middelgrote bedrijven in Aziatische landen.
Volgens marktonderzoeksbureau Forrester Research werden in 2013 goederen ter waarde van 240 miljard dollar verhandeld via Alibaba. In Europa speelt Alibaba vooral een rol voor de import uit China.
Het bedrijf ontwikkelde de betaaldienst Alipay speciaal voor het platform.